# Cuadrilla de la Llanada Alavesa
La Cuadrilla de la Llanada Alavesa (en euskera Arabako Lautadako Eskualdea o Kuadrilla) es una de las siete comarcas (denominadas cuadrillas) en las que se divide administrativamente la provincia vasca de Álava. Se sitúa en el noreste de la provincia y ocupa la mitad oriental de un amplio valle conocido como la Llanada Alavesa. Hasta 2015 su denominación oficial era el de Cuadrilla de Salvatierra (en euskera: Aguraingo Kuadrilla).
Se trata de una comarca de fuerte carácter agrario (cereales, patata, remolacha) constituida por más de 60 aldeas de pequeño tamaño (cada una de ellas del orden de unas decenas de habitantes). Estas aldeas se agrupan formando los 8 municipios de la comarca. Los pueblos de Araia y Alegría de Álava son algo mayores, ya que superan los mil habitantes y poseen algo de industria. La capital y principal población es la villa de Salvatierra; antiguo centro comercial en torno al que gravitaba la comarca, que también cuenta con algo de industria. La comarca está creciendo en la actualidad en población, ya que sus principales núcleos de población (especialmente Alegría y Salvatierra) están creciendo por la llegada de gente procedente de la ciudad de Vitoria. Cuenta con una población de 12.523 habitantes (2013).
| # | Municipio                | Concejos | Alcalde                                 | Partido Político                                                                         | Población (2019) | % Población | Territorio km² |
| - | ------------------------ | --- | --------------------------------------- | ---------------------------------------------------------------------------------------- | ---------------- | ----------- | -------------- |
| 1 | Alegría de Álava         | Alegría-Dulantzi Eguileta | Joseba Koldo Garitagoitia Odria, "Gari" | Dulantziko Talde Independientea / Agrupación Independiente de Alegría (DTI-AIA) (Indep.) | 2.876            | 23,10       | 19,95          |
| 2 | Aspárrena                | Albéniz Amézaga de Aspárrena Andóin Araia Arriola Eguino Gordoa Ibarguren Ilarduya Urabáin                                                                       | Txelo Auzmendi Jiménez                  | EH Bildu                                                                                 | 1.614            | 12,96       | 65,18          |
| 3 | Barrundia                | Audicana Dallo Elguea Etura Echábarri-Urtupiña Guevara Heredia Hermua Larrea Marieta-Larrínzar Maturana Mendíjur Ozaeta                                          | Igor Medina Isasa                       | EH Bildu                                                                                 | 883              | 7,09        | 97,43          |
| 4 | Elburgo                  | Añua Arbulo Argómaniz Elburgo Gáceta Hijona | MªNatividad López de Munain Alzola      | EAJ-PNV                                                                                  | 599              | 4,81        | 32,09          |
| 5 | Iruraiz-Gauna            | Alaiza Arrieta Acilu Erenchun Ezquerecocha Gaceo Gauna Guereñu Jáuregui Langarica Trocóniz                                                                       | Iratxe del Barco Murua                  | EH Bildu                                                                                 | 517              | 4,15        | 47,13          |
| 6 | Salvatierra              | Alangua Arrizala Eguileor Salvatierra Opacua | Raúl López de Uralde                    | EH Bildu                                                                                 | 5.062            | 40,66       | 37,77          |
| 7 | San Millán               | Adana Aspuru Chinchetru Eguílaz Galarreta Luzuriaga Mezquía Munain Narvaja Ocáriz Ordoñana San Román de San Millán Ullíbarri-Jáuregui Vicuña Zuazo de San Millán | Erika Letamendi Hurtado                 | EH Bildu                                                                                 | 715              | 5,74        | 85,41          |
| 8 | Zalduendo de Álava       | | Gustavo Fernando Fernández Villate      | EH Bildu                                                                                 | 183              | 1,47        | 12,03          |
|   | Cuadrilla de Salvatierra | |                                         |                                                                                          | 12.449           | 100         | 396,99         |

## Localidades de la Cuadrilla de la Llanada Alavesa
|    | Nombre localidad        | Nombre oficial                          | Municipio          | Población 2019 |
| 1  | Salvatierra             | Agurain/Salvatierra                     | Salvatierra        | 4.944          |
| 2  | Alegría de Álava        | Alegría-Dulantzi                        | Alegría de Álava   | 2.767          |
| 3  | Araya                   | Araia                                   | Aspárrena          | 1.255          |
| 4  | Ozaeta                  | Ozaeta                                  | Barrundia          | 207            |
| 5  | Zalduendo de Álava      | Zalduondo                               | Zalduendo de Álava | 183            |
| 6  | Argómaniz               | Argomaniz                               | Elburgo            | 174            |
| 7  | Elburgo                 | Elburgo/Burgelu                         | Elburgo            | 168            |
| 8  | Eguileta                | Egileta                                 | Alegría de Álava   | 109            |
| 9  | Narvaja                 | Narbaiza                                | San Millán         | 109            |
| 10 | Larrea                  | Larrea                                  | Barrundia          | 100            |
| 11 | Arbulo                  | Arbulu                                  | Elburgo            | 89             |
| 12 | Ullíbarri-Jáuregui      | Ullibarri-Jauregi/Uribarri-Jauregi      | San Millán         | 89             |
| 13 | San Román de San Millán | Durruma/San Román de San Millán         | San Millán         | 87             |
| 14 | Erenchun                | Erentxun                                | Iruraiz-Gauna      | 81             |
| 15 | Eguino                  | Egino                                   | Aspárrena          | 77             |
| 16 | Marieta-Larrínzar       | Marieta-Larrintzar                      | Barrundia          | 77             |
| 17 | Heredia                 | Heredia                                 | Barrundia          | 75             |
| 18 | Etura                   | Etura                                   | Barrundia          | 74             |
| 19 | Trocóniz                | Trokoniz                                | Iruraiz-Gauna      | 73             |
| 20 | Albéniz                 | Albeiz/Albéniz                          | Aspárrena          | 69             |
| 21 | Añua                    | Añua                                    | Elburgo            | 67             |
| 22 | Alaiza                  | Alaitza                                 | Iruraiz-Gauna      | 64             |
| 23 | Gauna                   | Gauna                                   | Iruraiz-Gauna      | 64             |
| 24 | Guevara                 | Gebara                                  | Barrundia          | 62             |
| 25 | Elguea                  | Elgea                                   | Barrundia          | 58             |
| 26 | Adana                   | Adana                                   | San Millán         | 52             |
| 27 | Eguílaz                 | Eguílaz/Egilatz                         | San Millán         | 52             |
| 28 | Gáceta                  | Gazeta                                  | Elburgo            | 52             |
| 29 | Ilarduya                | Ilarduia                                | Aspárrena          | 52             |
| 30 | Echávarri-Urtupiña      | Etxabarri Urtupiña                      | Barrundia          | 51             |
| 31 | Mendíjur                | Mendixur/Mendíjur                       | Barrundia          | 50             |
| 32 | Gaceo                   | Gazeo                                   | Iruraiz-Gauna      | 49             |
| 33 | Hijona                  | Hijona/Ixona                            | Elburgo            | 49             |
| 34 | Zuazo de San Millán     | Zuazo de San Millán/Zuhatzu Donemiliaga | San Millán         | 49             |
| 35 | Ezquerecocha            | Ezkerekotxa                             | Iruraiz-Gauna      | 46             |
| 36 | Opacua                  | Opakua                                  | Salvatierra        | 45             |
| 37 | Hermua                  | Hermua                                  | Barrundia          | 44             |
| 38 | Ordoñana                | Ordoñana/Erdoñana                       | San Millán         | 42             |
| 39 | Arrieta                 | Arrieta                                 | Iruraiz-Gauna      | 40             |
| 40 | Arriola                 | Arriola                                 | Aspárrena          | 40             |
| 41 | Galarreta               | Galarreta                               | San Millán         | 39             |
| 42 | Maturana                | Maturana                                | Barrundia          | 39             |
| 43 | Ocáriz                  | Okariz                                  | San Millán         | 38             |
| 44 | Amézaga de Aspárrena    | Ametzaga                                | Aspárrena          | 35             |
| 45 | Gordoa                  | Gordoa                                  | Aspárrena          | 35             |
| 46 | Chinchetru              | Txintxetru                              | San Millán         | 34             |
| 47 | Langarica               | Langarika                               | Iruraiz-Gauna      | 34             |
| 48 | Guereñu                 | Gereñu                                  | Iruraiz-Gauna      | 31             |
| 49 | Alangua                 | Alangua                                 | Salvatierra        | 32             |
| 50 | Munain                  | Munain                                  | San Millán         | 28             |
| 51 | Acilu                   | Azilu                                   | Iruraiz-Gauna      | 27             |
| 52 | Luzuriaga               | Luzuriaga                               | San Millán         | 27             |
| 53 | Vicuña                  | Bikuña/Vicuña                           | San Millán         | 27             |
| 54 | Andóin                  | Andoin                                  | Aspárrena          | 26             |
| 55 | Aspuru                  | Axpuru                                  | San Millán         | 23             |
| 56 | Arrízala                | Arrizala                                | Salvatierra        | 21             |
| 57 | Audicana                | Audikana                                | Barrundia          | 20             |
| 58 | Dallo                   | Dallo                                   | Barrundia          | 20             |
| 59 | Eguileor                | Egileor                                 | Salvatierra        | 20             |
| 60 | Mezquía                 | Mezkia                                  | San Millán         | 15             |
| 61 | Urabáin                 | Urabain                                 | Aspárrena          | 14             |
| 62 | Ibarguren               | Ibarguren                               | Aspárrena          | 11             |
| 63 | Jáuregui                | Jauregi                                 | Iruraiz-Gauna      | 8              |
| 64 | Barrundia               | Barrundia                               | Barrundia          | 6              |
| 65 | Barría                  | Barria                                  | San Millán         | 4              |

## Enlaces
- Cuadrilla de Salvatierra/Aguraingo Eskualdea

- Datos: Q282012